# Вишијевска Француска
Вишијевска Француска, или Вишијевски режим (фр. Régime de Vichy), је била Влада Француске од јула 1940. до августа 1944. Наследила је Трећу републику. Француску државу (фр. État français), како је називала себе као супротност Француској републици је прогласио маршал Филип Петен, након пораза Француске од стране нацистичке Немачке током Другог светског рата, и парламент је 10. јула, 1940, дао ванредна овлашћења Петену, који је носио титулу председник савета, уместо титуле председник Француске.
Вишијевска Француска је имала судску и законодавну власт и у северном делу Француске, коју је окупирао немачки Вермахт, и у неокупираној јужној слободној зони, где се налазио и административни центар — Виши. Јужна зона је остала под контролом Вишија до савезничког искрцавања у северној Африци, новембра 1942.
Петен и режим у Вишију су вољно сарађивали са Нацистичком Немачком у великој мери. Француска полиција је организовала рације за заробљавање Јевреја и других за Немце непожељних и у северној и у јужној зони.
Легитимност Вишијевске Француске и Петеново вођство је оспоравао генерал Шарл де Гол, који је тврдио да он носи легитимитет и континуитет Француске. Након савезничког искрцавања у Француској током операције Оверлорд, де Гол је прогласио привремену владу Француске Републике (позната по свом акрониму ГПРФ — од франц. скраћенице GPRF (gouvernement provisoire de la République française)), јуна 1944. Након ослобођења Париза у августу, ГПРФ се сместила у Паризу 31. августа. Савезници су признали ГПРФ као легитимну владу Француске 23. октобра, 1944.
Када је наступило ослобођење Француске у августу и септембру, званичници из Вишија, и поборници режима су прешли у Зигмаринген, француску енклаву у Немачкој, и тамо успоставили владу у изгнанству, коју је до априла 1945. водио Петен.

## Колаборационисти
Стенли Хофман 1974, а затим и други историчари као што су Роберт Пакстон и Жан-Пјер Азема, користили су израз колаборационисти за означавање фашистичких и нацистичких симпатизера који су, из идеолошких разлога, жељели појачану сарадњу са Трећим рајхом. Примјери су лидер Француске народне партије Жак Дорио, писац Робер Бразијак или Марсел Деа. Главна мотивација и идеолошка основа међу колаборационистима био је антикомунизам.
Колаборационизам (фр. Collaborationnisme) треба разликовати од колаборације. Колаборационизам се односи на оне, прије свега са фашистичке деснице, који су прихватили циљ њемачке побједе као свој сопствени, док се колаборација односи на оне Французе који су из било ког разлога сарађивали са Нијемцима. Организације као што је Ла Кагул противиле су се Трећој републици, посебно док је на власти био љевичарски Народни фронт.
Колаборационисти су можда утицали на политику Вишијеве владе, али ултраколаборационисти никада нису чинили већину владе прије 1944. године.
Да би се спровела воља режима, створене су неке паравојне организације. Значајан примјер била је Француска легија бораца, која је укључивала само бивше борце, али брзо придодајући Пријатеље Легије и кадете Легије, који никада нису учествовали у борбама али су подржавали Петенов режим. Убрзо је промијењено име у Француска легија бораца и добровољаца националне револуције. Еме-Жозеф Дарнан је основао Легионарски ред службе, који се састојао углавном од француских присталица нацизма и коју је Петен у потпуности одобрио.